# Marshal Turism
Marshal Turism este o agenție de turism din România.
Este deținută de omul de afaceri Ion Antonescu care a înființat agenția în anul 1992.
Compania a inaugurat, în mai 2007, în zona pieței Rosetti din București, un hotel cu 30 de camere, clasificat la patru stele, în urma unei investiții de 2,5 milioane de euro.
Cifra de afaceri
- 2009: 15,6 milioane euro[3]
- 2008: 27,5 milioane euro[3]

Profit net:
- 2009: 0,1 milioane euro[3]
- 2008: 0,4 milioane euro[3]